# Indianapolis Colts 1996
La stagione 1996 degli Indianapolis Colts è stata la 43ª della franchigia nella National Football League, la 13ª con sede a Indianapolis. I Colts conclusero con un record di 9 vittorie e 7 sconfitte, chiudendo al terzo posto dell'AFC East e centrando la qualificazione ai playoff per il secondo anno consecutivo. 
Questa stagione vide scegliere nel draft Marvin Harrison che sarebbe diventato membro della Pro Football Hall of Fame, dopo avere trascorso tutta la carriera con i Colts. Harrison fu convocato per diversi Pro Bowl e contribuì alla vittoria del Super Bowl nel 2006. 

## Roster
| Roster degli Indianapolis Colts nel 1996 |
| --- |
| Quarterback - 12 Kerwin Bell - 4 Jim Harbaugh - 11 Paul Justin Running Back - 28 Marshall Faulk - 33 Clif Groce FB - 44 Chris Hetherington FB - 27 Arnold Mickens - 20 Leon Neal - 21 Lamont Warren - 46 Vince Workman Wide Receiver - 80 Aaron Bailey KR - 87 Sean Dawkins - 15 Chris Doering - 88 Marvin Harrison PR - 18 Bobby Olive - 86 Brian Stablein PR - 15 Mark Stock Tight End - 85 Ken Dilger - 81 Marcus Pollard - 84 Scott Slutzker Offensive Linemen - 75 Troy Auzenne T - 66 Steve Hardin G - 65 Eric Mahlum G - 58 Jay Leeuwenburg C - 63 Kirk Lowdermilk C - 79 Tony Mandarich T - 67 Jason Mathews T - 71 Kipp Vickers T - 72 Derek West T - 64 Doug Widell G Defensive Linemen - 56 Tony Bennett DE - 96 Richard Dent DE - 62 Ellis Johnson DE - 90 Steve Martin DT - 61 Tony McCoy DT - 93 Freddie Joe Nunn DE - 97 Kendel Shello DE - 98 Tony Siragusa DT - 95 Bernard Whittington DE Linebacker - 51 Trev Alberts OLB - 50 Elijah Alexander OLB - 53 Sammie Burroughs - 59 Steve Grant OLB - 54 Jeff Herrod MLB - 52 Steve Morrison OLB Defensive Back - 29 Jason Belser FS - 34 Ray Buchanan CB - 38 Eugene Daniel CB - 30 Derwin Gray SS - 35 Steven Hall - 39 Richard Jones CB - 43 Vance Joseph CB - 26 Dedric Mathis CB - 40 Ray McElroy SS Special Team - 83 Bradford Banta LS - 14 Cary Blanchard K - 17 Chris Gardocki P Lista delle riserve - 16 Avery Anderson WR (IR) - 55 Quentin Coryatt OLB (IR) - 32 Zack Crockett FB (IR) - 49 David Tate DB (IR) - 36 Damon Watts DB (IR) - 94 David Wilkins DE (IR) - 57 Phil Yeboah-Kodie LB (IR) |
| Legenda - I rookie sono in corsivo. - Il primo ruolo è il principale mentre gli eventuali successivi indicano i ruoli secondari. - (IR) sta per Injured Reserve ed indica la lista ristretta per un solo giocatore infortunato che può tornare ad allenarsi dopo la settimana 6 e a rientrare in prima squadra dopo che questa ha giocato 8 partite. - (NF-Inj.) / (NF-Ill.) stanno rispettivamente per Non-Football Injured e Non-Football Illness ed indicano le liste dove viene inserito un giocatore che ha un infortunio o una malattia non dipendente dal football americano. - (PUP) sta per Physically Unable to Perform ed indica la lista dove viene inserito un giocatore mentre è in attesa di recuperare la condizione fisica. Nella stagione regolare dopo la sesta partita giocata dalla propria squadra, il giocatore ha tempo tre settimane per riprendere ad allenarsi, più tre settimane aggiuntive dal suo rientro agli allenamenti per rientrare in prima squadra. |

Fonte:

## Calendario
| Stagione regolare |                    |                         |                    |                    |                    |                    |                                           |          |
| Turno             | Data               | Avversario              | Risultato          | Record             | Stadio             | Ora (ET)           | Commentatori                              | Pubblico |
| 1                 | 1º settembre 1996  | Arizona Cardinals       | V 20–13            | 1–0                | RCA Dome           | FOX 1:00 pm        | Kenny Albert & Tim Green                  | 48,133   |
| 2                 | 8 settembre 1996   | at New York Jets        | V 21–7             | 2–0                | The Meadowlands    | NBC 1:00 pm        | Tom Hammond & Bob Trumpy                  | 63,534   |
| 3                 | 15 settembre 1996  | at Dallas Cowboys       | V 25–24            | 3–0                | Texas Stadium      | NBC 4:00 pm        | Dick Enberg, Paul Maguire & Phil Simms    | 63,021   |
| 4                 | 23 settembre 1996  | Miami Dolphins          | V 10–6             | 4–0                | RCA Dome           | ABC 9:00 pm        | Al Michaels, Frank Gifford & Dan Dierdorf | 60,891   |
| 5                 | Settimana di pausa | Settimana di pausa      | Settimana di pausa | Settimana di pausa | Settimana di pausa | Settimana di pausa | Settimana di pausa                        |          |
| 6                 | 6 ottobre 1996     | at Buffalo Bills        | S 13–16            | 4–1                | Rich Stadium       | NBC 4:00 pm        | Tom Hammond & Bob Trumpy                  | 79,401   |
| 7                 | 13 ottobre 1996    | Baltimore Ravens        | V 26–21            | 5–1                | RCA Dome           | TNT 8:00 pm        | Verne Lundquist & Pat Haden               | 56,978   |
| 8                 | 20 ottobre 1996    | New England Patriots    | S 9–27             | 5–2                | RCA Dome           | NBC 1:00 pm        | Tom Hammond & Bob Trumpy                  | 58,725   |
| 9                 | 27 ottobre 1996    | at Washington Redskins  | S 16–31            | 5–3                | RFK Stadium        | NBC 1:00 pm        | Dick Enberg, Paul Mcguire & Phil Simms    | 54,254   |
| 10                | 3 novembre 1996    | San Diego Chargers      | S 19–26            | 5–4                | RCA Dome           | NBC 1:00 pm        | Tom Hammond, Bob Trumpy & Sam Wyche       | 58,484   |
| 11                | 10 novembre 1996   | at Miami Dolphins       | S 13–37            | 5–5                | Joe Robbie Stadium | NBC 1:00 pm        | Dick Enberg, Paul Mcguire & Phil Simms    | 66,623   |
| 12                | 17 novembre 1996   | New York Jets           | V 34–29            | 6–5                | RCA Dome           | NBC 1:00 pm        | Charlie Jones & Randy Cross               | 48,322   |
| 13                | 24 novembre 1996   | at New England Patriots | S 13–27            | 6–6                | Foxboro Stadium    | NBC 1:00 pm        | Tom Hammond & Bob Trumpy                  | 58,226   |
| 14                | 1º dicembre 1996   | Buffalo Bills           | V 13–10            | 7–6                | RCA Dome           | NBC 1:00 pm        | Tom Hammond & Bob Trumpy                  | 53,804   |
| 15                | 5 dicembre, 1996   | Philadelphia Eagles     | V 37–10            | 8–6                | RCA Dome           | ESPN 8:00 pm       | Mike Patrick & Joe Theismann              | 52,689   |
| 16                | 15 dicembre 1996   | at Kansas City Chiefs   | V 24–19            | 9–6                | Arrowhead Stadium  | NBC 4:00 pm        | Dan Hicks & Bob Trumpy                    | 71,136   |
| 17                | 22 dicembre 1996   | at Cincinnati Bengals   | S 24–31            | 9–7                | Cinergy Field      | NBC 1:00 pm        | Jim Lampley & Bob Golic                   | 49,389   |

### Playoff
| Playoff   |                  |                            |           |        |                      |              |          |
| Turno     | Data             | Avversario (seed)          | Risultato | Record | Stadio               | Ora          | Pubblico |
| Wild Card | 29 dicembre 1996 | at Pittsburgh Steelers (3) | S 14–42   | 0–1    | Three Rivers Stadium | NBC 12:30 pm | 58,078   |

## Classifiche
| AFC East                 |    |    |   |      |     |     |     |
|                          | V  | S  | P | %    | PF  | PS  | STR |
| (2) New England Patriots | 11 | 5  | 0 | .688 | 418 | 313 | V1  |
| (4) Buffalo Bills        | 10 | 6  | 0 | .625 | 319 | 266 | V1  |
| (6) Indianapolis Colts   | 9  | 7  | 0 | .563 | 317 | 334 | S1  |
| Miami Dolphins           | 8  | 8  | 0 | .500 | 339 | 325 | V2  |
| New York Jets            | 1  | 15 | 0 | .063 | 279 | 454 | S7  |